# Cynodonichthys monikae
Cynodonichthys monikae es un pez de agua dulce la familia de los rivulines en el orden de los ciprinodontiformes.

## Morfología
De cuerpo alargado, los machos pueden alcanzar los 8 cm de longitud máxima.

## Distribución geográfica
Se encuentran en ríos de América Central, en cuencas fluviales de Panamá.

## Hábitat
Viven en pequeños cursos de agua de clima tropical, de comportamiento bentopelágico y no migrador.
No es un pez estacional. Es difícil de mantener cautivo en acuario.